# Anthrenus scrophulariae
Anthrenus scrophulariae är en skalbaggsart som först beskrevs av Carl von Linné 1758.  Anthrenus scrophulariae ingår i släktet Anthrenus och familjen ängrar. Arten är reproducerande i Sverige. Inga underarter finns listade i Catalogue of Life.

## Bildgalleri

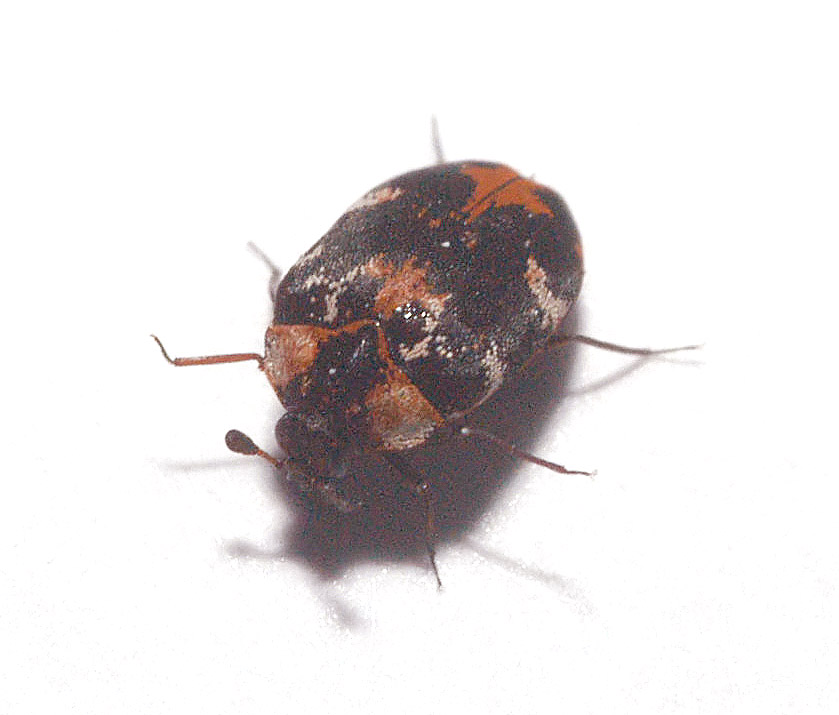
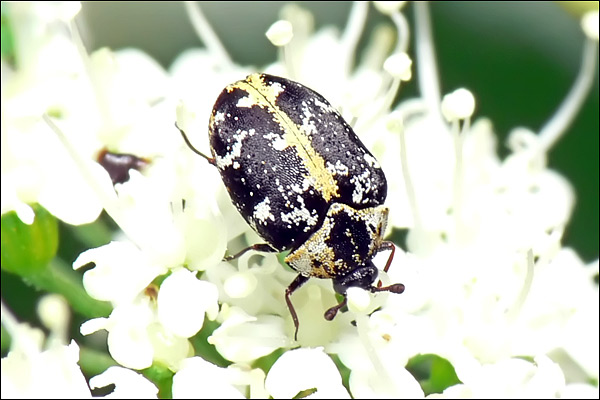
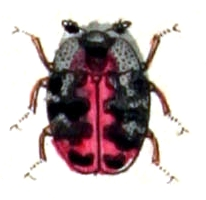
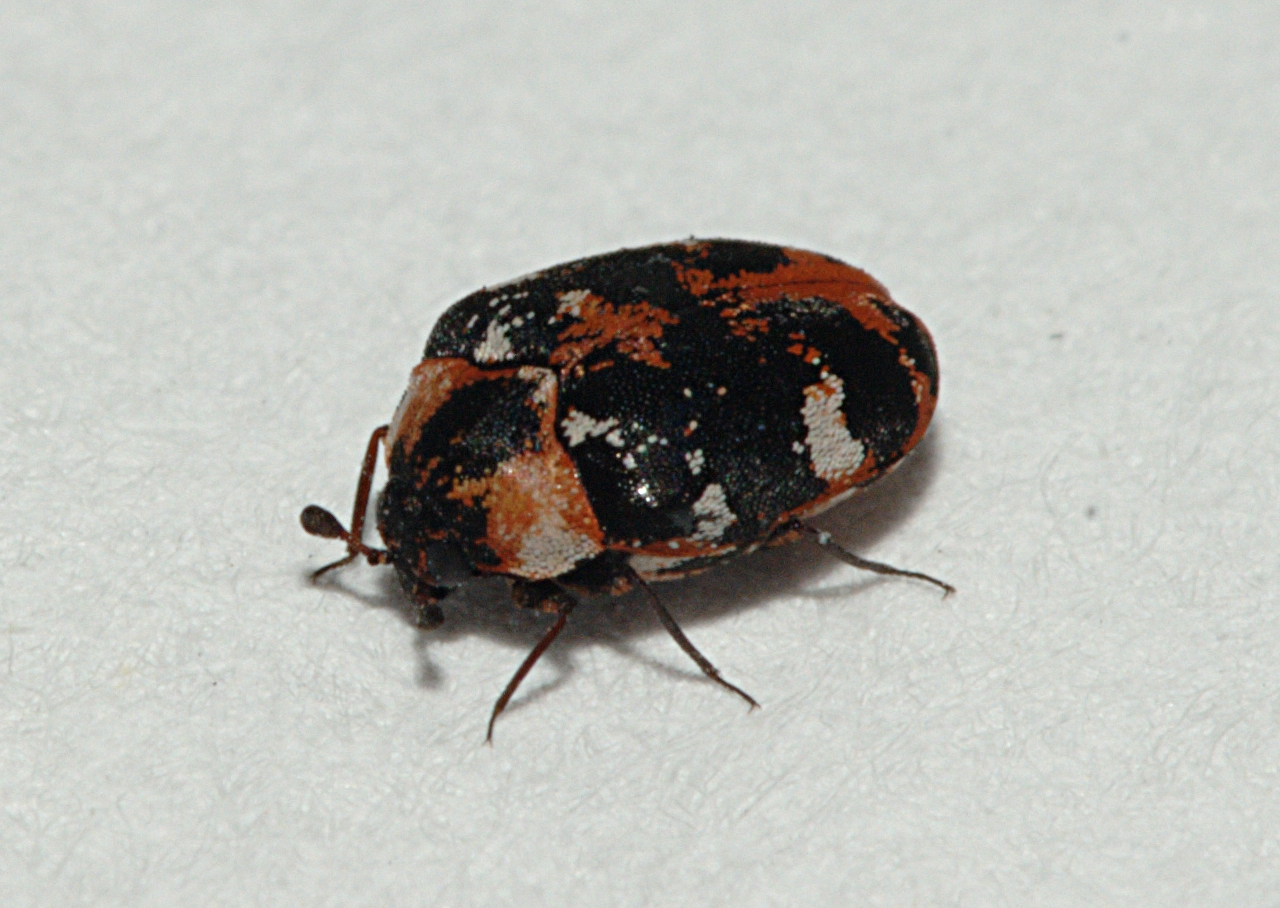
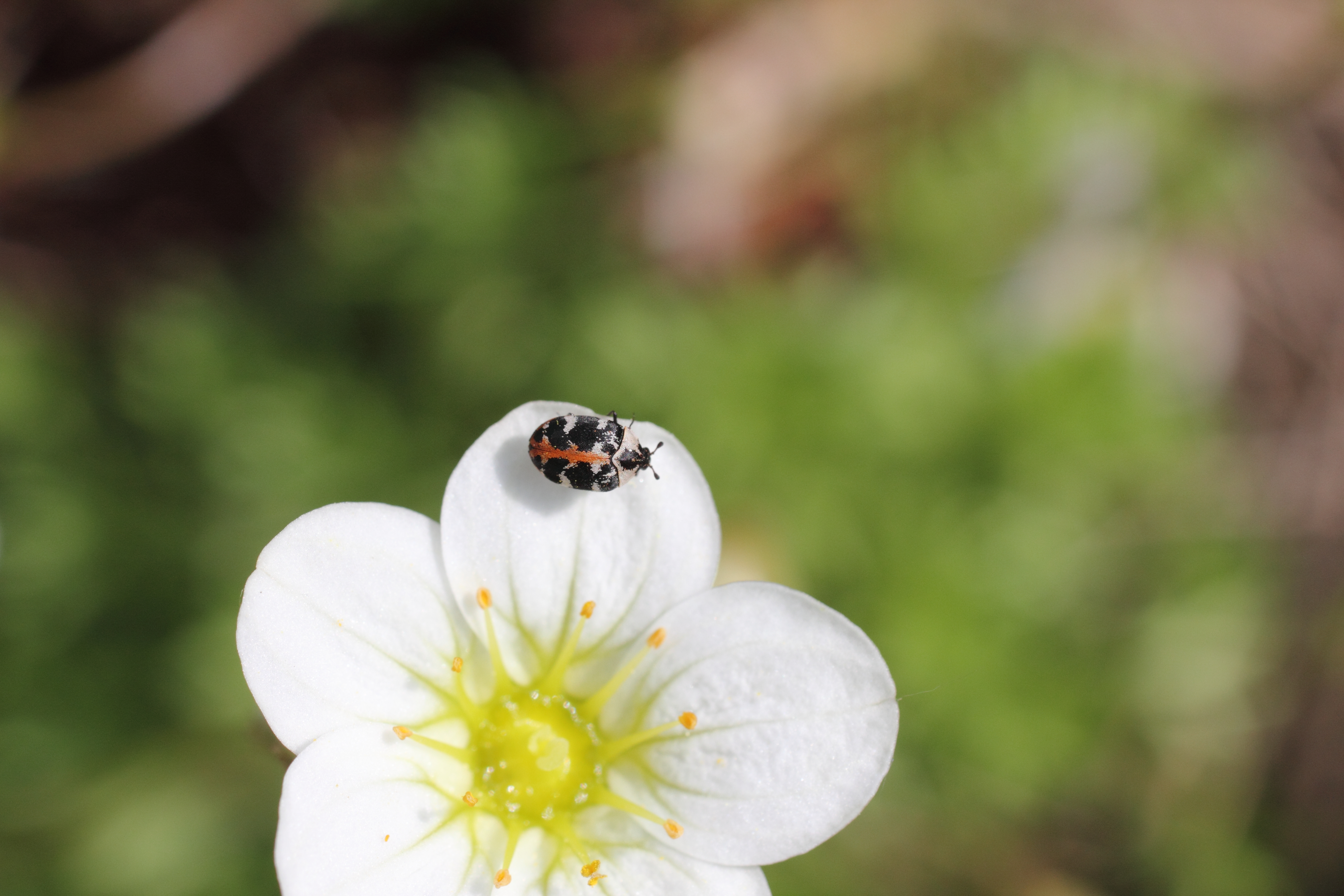
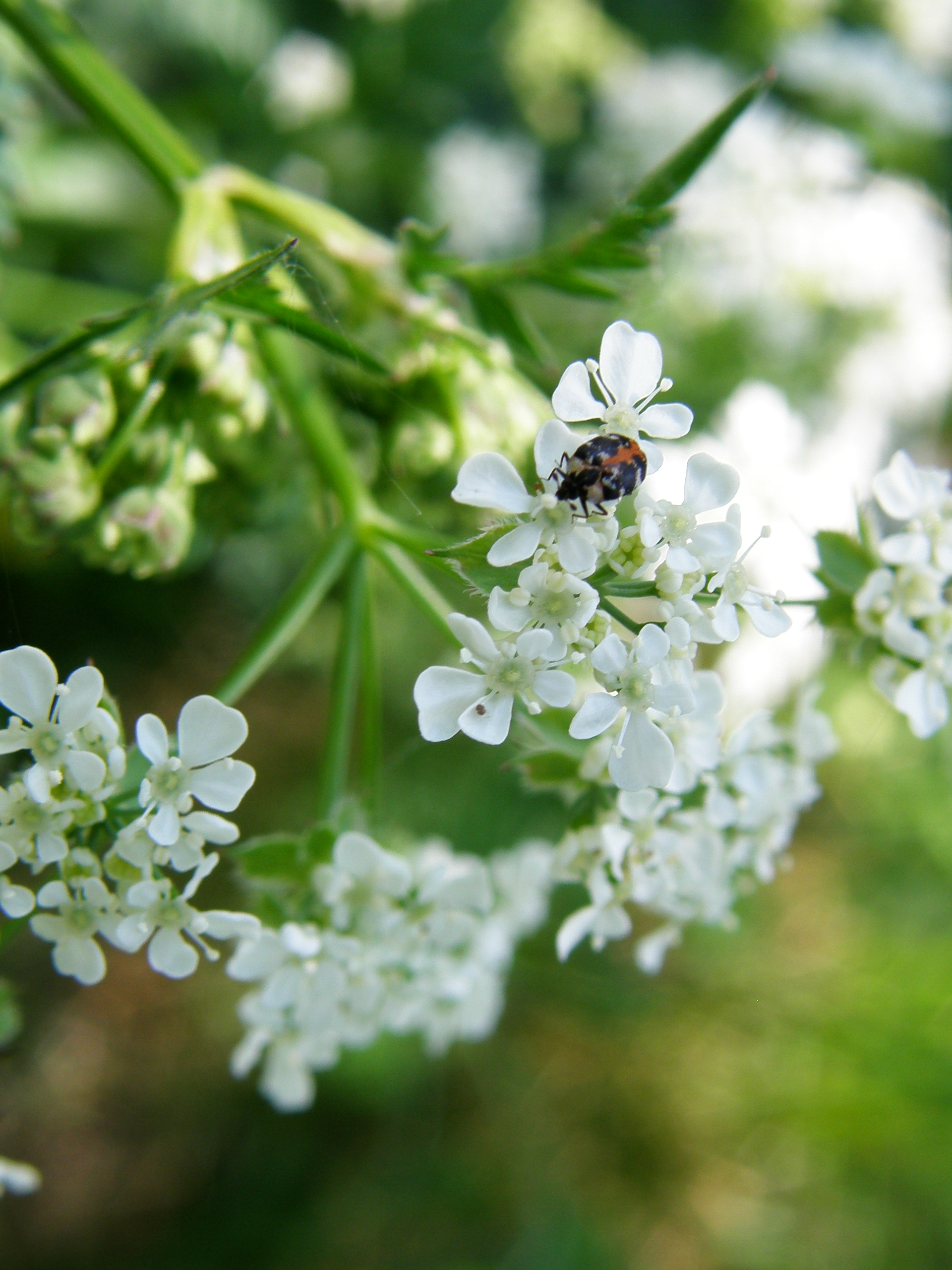